# Coptotrophis mendozae
Coptotrophis mendozae är en skalbaggsart som beskrevs av Lewis 1910. Coptotrophis mendozae ingår i släktet Coptotrophis och familjen stumpbaggar. Inga underarter finns listade i Catalogue of Life.